# Justitiabrunnen (Winterthur)

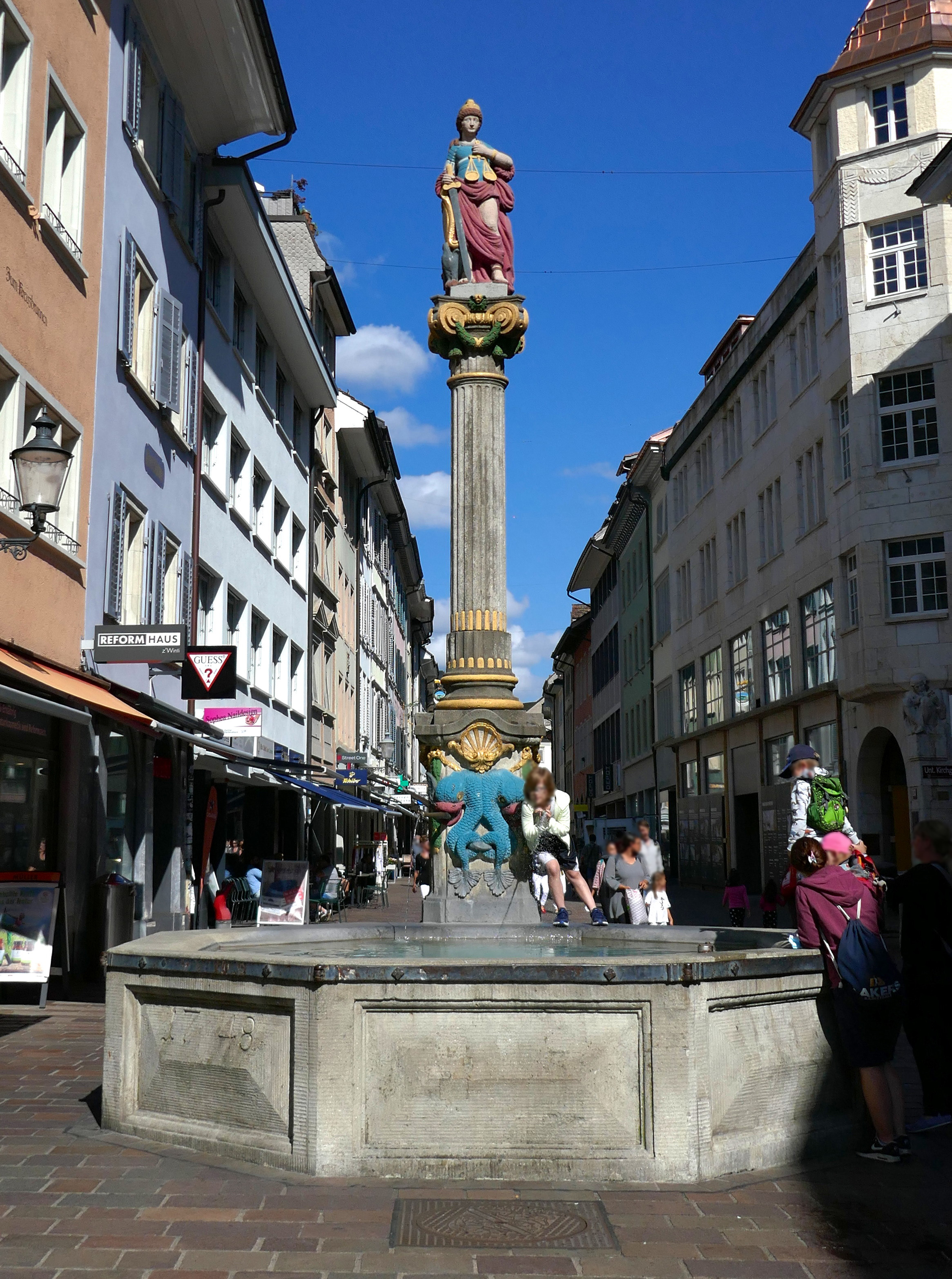
Der Justitiabrunnen in Winterthur

Der Justitiabrunnen (auch Gerechtigkeitsbrunnen, Themisbrunnen) ist ein frühneuzeitlicher Steinbrunnen in der historischen Altstadt von Winterthur in der Schweiz und wird im Schweizerischen Kulturgüterschutzinventar als Objekt von regionaler Bedeutung geführt. Er ist der älteste noch erhaltene Laufbrunnen und zusammen mit dem Fortunabrunnen am Obertor der einzige erhaltene vorindustrielle Figurenbrunnen der Stadt. In seiner heutigen Gestalt ist er 1748, zur Zeit des Rokoko, entstanden.

## Geschichte

### Vorgängerbau
Die Stadt Winterthur ist in Bezug auf die Wasserversorgung recht ungünstig gelegen. Da die Töss als grösstes Gewässer zu weit weg lag, war man dafür bis ins 19. Jahrhundert vor allem auf die Eulach und ihren Nebenfluss, den Mattenbach, angewiesen. Brauchwasser für das Gewerbe lieferte der von der Eulach abgezweigte Rettenbach, im Stadtinnern auch Stadtbach genannt, der 1835 eingedeckt wurde. Als Wasserreservoir bei Feuergefahr und beliebte Fischteiche dienten die vor der Stadt angelegten, ebenfalls von der Eulach gespeisten Weiher beim Holdertor («Holderweiher») und beim Nägelitor («Nägeliweiher»). Sie wurden 1765 resp. 1828 beseitigt. Das Trinkwasser bezog man zunächst direkt vom Grundwasser aus Sodbrunnen und später, als das nicht mehr ausreichte, von Quellen aus der näheren Umgebung, deren Wasser in die Brunnen und Badehäuser der Stadt geleitet wurde. Um das Wasser vor Verunreinigungen zu schützen, legte man unterirdische Leitungen aus durchbohrten Baumstämmen, sogenannten Teucheln, an.
Bereits im Mittelalter gab es in Winterthur öffentliche Brunnen. Diese waren aus Holz gebaut und wurden ab dem 16. Jahrhundert in Stein gefasst. 1536 liess der Rat mit dem «Kreuzbrunnen» an der Marktgasse den ersten Steinbrunnen der Stadt errichten. Ein Jahr darauf (1537) folgte am Obstmarkt, an der Ecke Obergasse/Marktgasse, der Vorgängerbau des «Justitiabrunnens». Sein Wasser, das nicht als «das beste» galt, bezog der Brunnen aus dem Süden der Stadt, «aus 13 Quellen im Wald Eschenberg», resp. «von Quellen im Mötteli und in der Breite» beides Flurnamen im heutigen Quartier Heiligberg am Eschenberg. Weil die namensgebende Figur erst im 18. Jahrhundert errichtet wurde, wird dieser Vorgänger in der Literatur «Brunnen an der Obergasse», «Brunnen auf dem Obstmarkt» oder «Obstbrunnen» genannt.
Noch im 16. Jahrhundert entstanden in der Stadt drei weitere grosse Steinbrunnen: der «Fortunabrunnen» beim Obertor (1580), der «Goldbrunnen» auf der Steinberggasse (1580) und der «Wilde-Mann-Brunnen» beim Untertor (1590). Im 17. Jahrhundert folgten der «Holderbrunnen» beim Holdertor (1660) und der «Samsonbrunnen» auf dem Neumarkt (1664).
Ein fortgesetztes Problem stellte die Verschmutzung der öffentlichen Brunnen dar. 1683 beauftragte der Rat deswegen den Bauherrn der Stadt Ulrich Wymann, eine Eisenvorrichtung am «Obstbrunnen» anzubringen. Dienstmägde, die den Brunnen trotz Ermahnung wiederholt durch das Waschen schmutzigen Geschirrs verunreinigten, wurden zur Strafe für mehrere Stunden mit der Hand daran angekettet.

### Heutiger Bau
Ob das auf der Brunnenschale vermerkte Jahr 1748 auf einen kompletten Neubau oder lediglich auf eine Erweiterung des Brunnens verweist, ist unklar. Höchstwahrscheinlich stammt das gesamte, in sich stimmige Ensemble aus Schale (Trog), Stock, Säule und Figur aus dieser Zeit. Die stilistischen Parallelen zum «Fortunabrunnen» sind unübersehbar.
1791 reichte Peter Moser, Steinbruchbesitzer aus Würenlos, eine Offerte für neue Schalen am Justitiabrunnen ein. 1831 wurde der Brunnen für 750 Gulden nach Süden vor die Obere Apotheke und das Salzhaus versetzt.
1871/1872 wurden nach der Einführung der modernen Wasserversorgung alle verbliebenen Steinbrunnen aus der Altstadt entfernt, da sie nicht mehr gebraucht wurden und den Verkehr behinderten. Anders als etwa der «Kreuzbrunnen» oder der «Samsonbrunnen», die gänzlich verschwanden, wurde der «Justitiabrunnen» 1872 ein weiteres Mal versetzt, nun an die Ecke Technikumstrasse/Zeughausstrasse beim (1937 abgebrochenen) Egg’schen Gut «Zum Sonnenhof».
1931 wurde die Justitiafigur durch eine Replik des Bildhauers Fritz Liechti ersetzt. Als die Altstadt 1978 autofrei wurde, kehrte der Brunnen wieder dahin zurück, allerdings nicht an seinen ursprünglichen Standort am Obstmarkt, sondern weiter westlich in der Marktgasse, wo er heute noch steht.

## Beschreibung
Die achteckige Brunnenschale besteht aus Kalkstein.

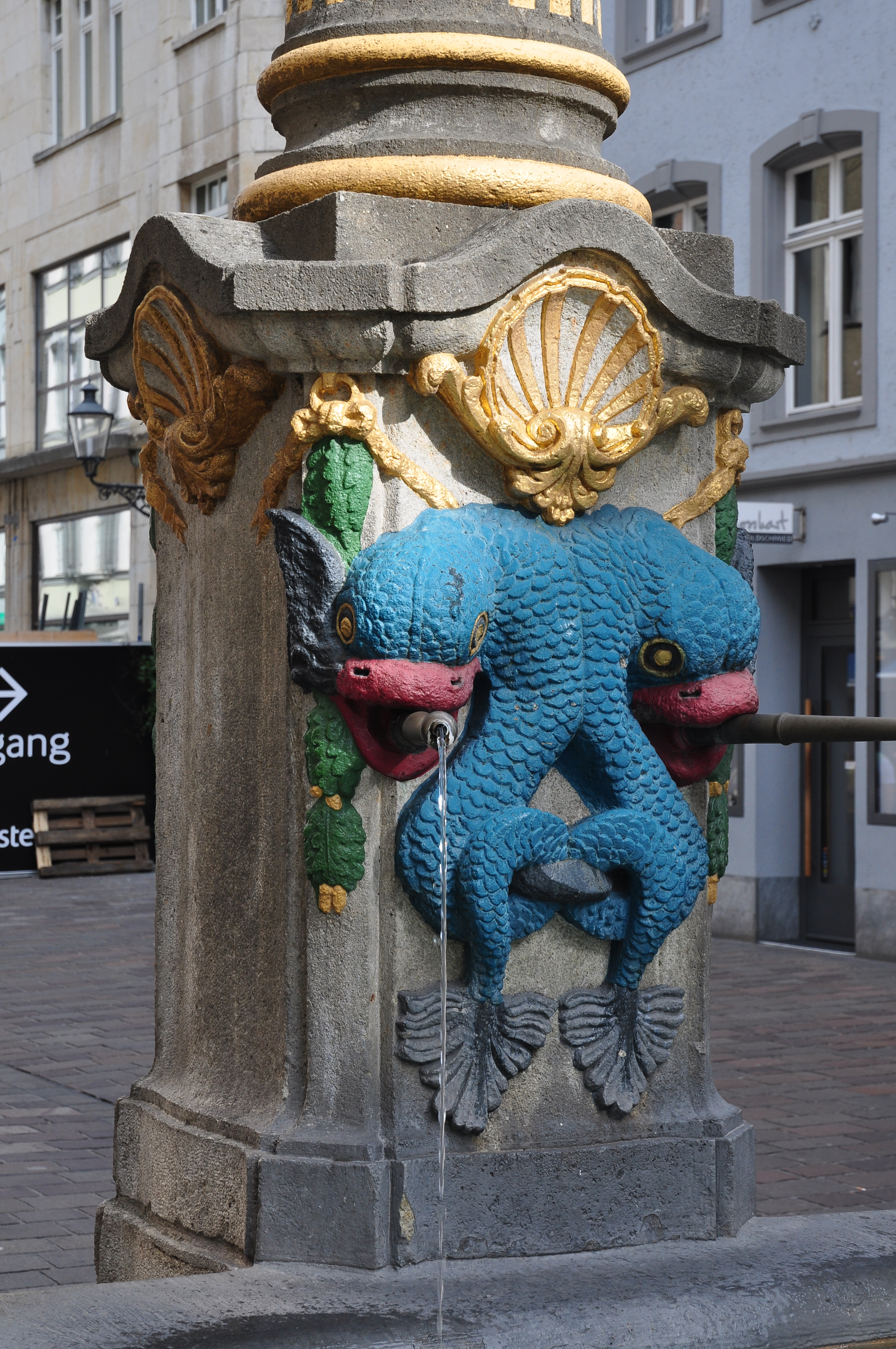
Brunnenstock und Säulenbasis (2011)

Der quadratische Brunnenstock, der als Sockel für die Säule dient, hat abgeschrägte Ecken. Er ist mit goldbemalten Bändern und grünen Eichenblättern verziert. Unter den emporgeschweiften Gesimsen an den Seiten prangen goldene Muscheln. Die beiden Auslaufrohre entspringen den roten Mäulern zweier blauer Delfine, deren Schwänze ineinander verschlungen sind. Paul Meintel vergleicht den Stock mit demjenigen des «Neptunbrunnens» auf dem Mühlenplatz in Luzern und dem Pfeilermittelstück des «Augustusbrunnens» auf dem Rathausplatz in Augsburg.
Die direkt über dem Stock ansetzende ionisierende Säule hat eine attische Basis mit goldenen Wulsten. Die obere Wulst ist auffällig breit. Der Schaft weist keine Schwellung auf, setzt aber sehr breit an und setzt sich nach ca. 50 Zentimetern abrupt schmaler fort. Unterhalb des Kapitells weist er einen goldenen Halsring auf. Die 20 Kanneluren sind unten gefüllt und golden bemalt. Das Kapitell hat auf allen vier Seiten goldene Voluten, zwischen denen grüne Festons hängen.

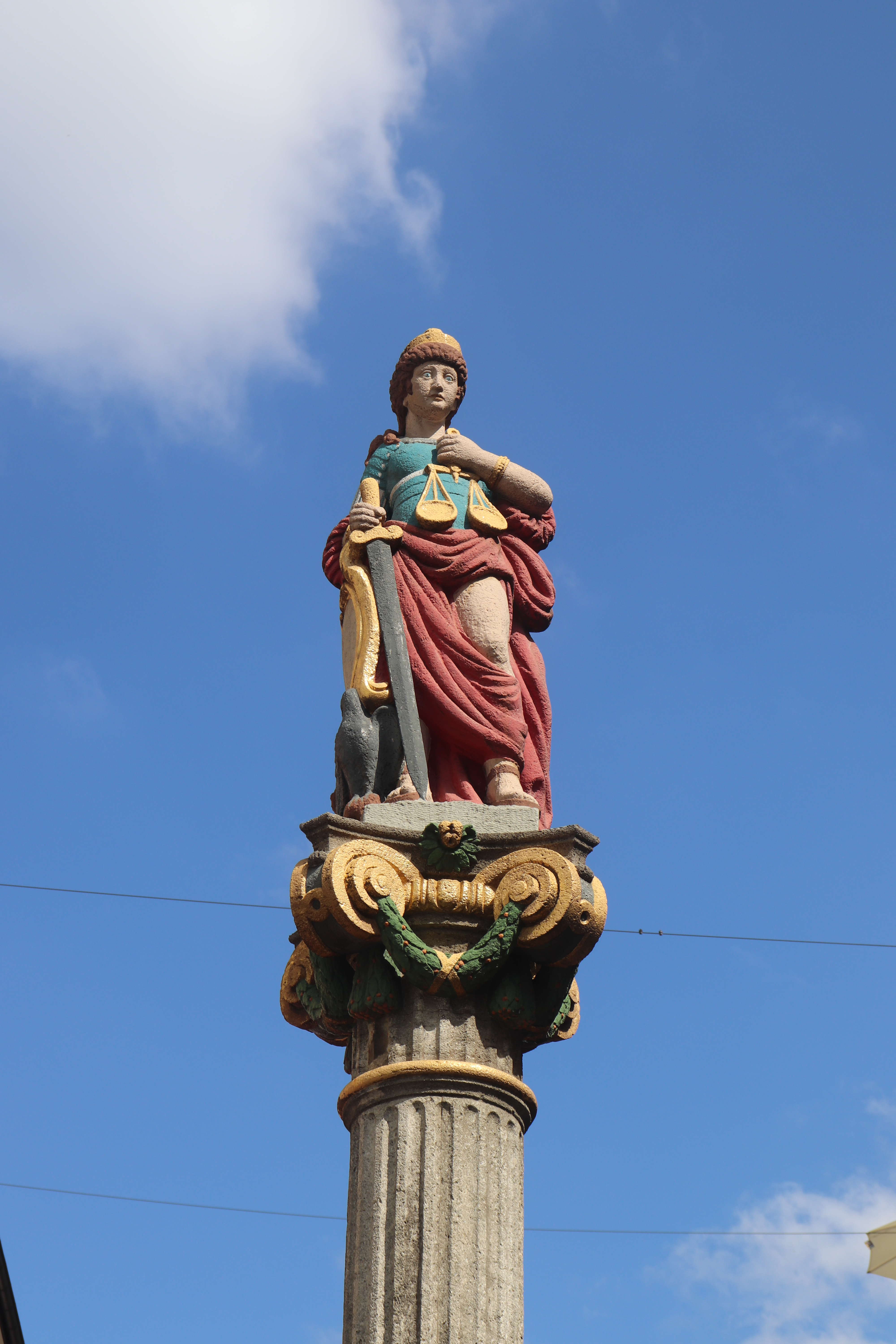
Die Justitiafigur mit Kapitell und oberem Schaft der Säule

Der Schöpfer der ursprünglichen, um 1748 entstandenen, lebensgrossen Rokokofigur, die über der Säule thront, ist unbekannt. Sie stellt Justitia, die Personifikation der Gerechtigkeit, dar. Die Figur stützt sich auf einen ovalen Kartuschenschild. Zu ihren Füssen sitzt ein Adler, der Macht und Stärke symbolisiert. In ihren Händen hält Justitia die typischen Attribute: die Waage in der Linken und das Richtschwert in der Rechten. Das dritte, seit dem 16. Jahrhundert eigentlich stehende Attribut, die Augenbinde, fehlt, was in Anbetracht der Entstehungszeit aber nicht aussergewöhnlich ist. Während früher entstandene Justitien von Schweizer «Gerechtigkeitsbrunnen» wie in Aarau, Bern oder Biel zwar durchaus verbundene Augen haben, fehlt die Binde beispielsweise auch beim berühmtesten Vertreter des Brunnentyps in Frankfurt am Main. Auch die Burgdorfer Justitia hatte zwischen 1757 und 1908 offene Augen. Auffällig ist hingegen, dass der Waagbalken gerade und nicht wie üblich schräg ist.

## Gautschen
Die Ziegler Druck- und Verlags-AG zelebrierte noch bis vor Kurzem den Buchdruckerbrauch des Gautschens im «Justitiabrunnen». Lehrlinge wurden nach bestandener Abschlussprüfung zu einem ihnen unbekannten Zeitpunkt gefesselt, zum Brunnen gekarrt und «unter Hallo und den belustigten Blicken zahlreicher Passanten» ins Wasser geworfen.